# Cmentarz żydowski w Janowie (województwo warmińsko-mazurskie)
Cmentarz żydowski w Janowie – kirkut służący żydowskiej społeczności Janowa. Został założony w XIX wieku. Zachowało się na nim około 10 macew. Ma powierzchnię 0,25 ha. Teren jest nieogrodzony.